# Torre de ca la Tuies del Cafè
La Torre de ca la Tuies del Cafè és una obra de Vila-seca (Tarragonès) declarada Bé Cultural d'Interès Nacional.

## Descripció
Torre de planta quadrangular amb matacà i merlets, feta de pedra irregular i carreus als angles. Formava part del segon recinte defensiu.

## Història
La població de Vila-seca es defensava mitjançant un seguit de torres -dotze concretament, algunes de les quals s'han conservat fins als nostres dies- que formaven un doble clos emmurallat. Aquestes torres tenen en comú la planta quadrangular, la distribució interior dels pisos, el tipus de material constructiu emprat i la forma de construcció. En origen podrien haver tingut merlets, però no s'observa cap senyal de l'existència de matacans. El gruix dels murs està al voltant dels 75 cm.